# Ordiilsau
Ordiilsau (auch: Gordilsau Island, Kordilsau, Ngardebotar, Okoradegusu-To, Orudeerusao-To) ist eine unbewohnte Insel von Palau.

## Geographie
Ordiilsau ist eine kleine Insel im Bereich des administrativen Staates Ngatpang. Die Insel liegt zusammen mit Orachel westlich von Ngereklmadel in der nördlichen Lagune. Die Inseln sind eine Fortsetzung der Anhöhe von Klbael. Das umgebende Meeresgebiet steht als Ngatpang Crab Conservation Area unter Naturschutz.